# Europese kampioenschappen zwemmen 2012
De Europese kampioenschappen zwemmen 2012 werden gehouden van 14 tot en met 27 mei 2012 in de Hongaarse stad Debrecen. Het toernooi was onderdeel van de Europese kampioenschappen zwemsporten 2012.
Eindhoven en Antwerpen boden aan de organisatie over te nemen van Wenen dat zich bij het LEN terugtrok voor 2012. De datum werd vervroegd van augustus naar mei om uit de weg te blijven van de Olympische Zomerspelen 2012. In het Antwerpse Sportpaleis zou voor de gelegenheid een zwembad worden aangelegd. Het 50 m-bad zou de locatie worden voor de zwemwedstrijden (langebaan) en het synchroonzwemmen. In februari 2012 annuleerde de LEN de Antwerpse organisatie die het budget niet rond kreeg, en verplaatste een deel van de activiteiten naar Debrecen.
De openingsceremonie, het schoonspringen en het synchroonzwemmen werden van 14 tot 27 mei in Eindhoven in het Pieter van den Hoogenband Zwemstadion georganiseerd.

## Programma
|  | Series en finale |  | Series en halve finales |  | Finale |

### Mannen
| Mei               | 21 | 22 | 23 | 24 | 25 | 26 | 27 |
| ----------------- | -- | -- | -- | -- | -- | -- | -- |
| 50m vrije slag    |    |    |    |    |    |    | ●  |
| 100m vrije slag   |    |    |    |    | ●  |    |    |
| 200m vrije slag   |    |    | ●  |    |    |    |    |
| 400m vrije slag   | ●  |    |    |    |    |    |    |
| 800m vrije slag   |    |    |    |    | ●  |    |    |
| 1500m vrije slag  |    |    | ●  |    |    |    |    |
| 50m schoolslag    |    |    |    |    |    | ●  |    |
| 100m schoolslag   |    | ●  |    |    |    |    |    |
| 200m schoolslag   |    |    |    | ●  |    |    |    |
| 50m vlinderslag   |    | ●  |    |    |    |    |    |
| 100m vlinderslag  |    |    |    |    |    | ●  |    |
| 200m vlinderslag  |    |    |    | ●  |    |    |    |
| 50m rugslag       |    |    |    | ●  |    |    |    |
| 100m rugslag      |    | ●  |    |    |    |    |    |
| 200m rugslag      |    |    |    |    |    | ●  |    |
| 200m wisselslag   |    |    | ●  |    |    |    |    |
| 400m wisselslag   |    |    |    |    |    |    | ●  |
| 4x100m vrije slag | ●  |    |    |    |    |    |    |
| 4x200m vrije slag |    |    |    |    |    |    | ●  |
| 4x100m wisselslag |    |    |    |    |    | ●  |    |
| Finales           | 2  | 3  | 3  | 3  | 2  | 4  | 3  |

### Vrouwen
| Mei               | 21 | 22 | 23 | 24 | 25 | 26 | 27 |
| ----------------- | -- | -- | -- | -- | -- | -- | -- |
| 50m vrije slag    |    |    |    |    |    |    | ●  |
| 100m vrije slag   |    |    | ●  |    |    |    |    |
| 200m vrije slag   |    |    |    |    |    | ●  |    |
| 400m vrije slag   |    |    |    |    |    |    | ●  |
| 800m vrije slag   |    |    |    | ●  |    |    |    |
| 1500m vrije slag  |    |    |    |    |    | ●  |    |
| 50m schoolslag    |    |    |    |    |    |    | ●  |
| 100m schoolslag   |    |    | ●  |    |    |    |    |
| 200m schoolslag   |    |    |    |    | ●  |    |    |
| 50m vlinderslag   |    | ●  |    |    |    |    |    |
| 100m vlinderslag  |    |    |    |    | ●  |    |    |
| 200m vlinderslag  |    |    |    |    |    |    | ●  |
| 50m rugslag       |    |    |    |    |    | ●  |    |
| 100m rugslag      |    |    |    | ●  |    |    |    |
| 200m rugslag      |    | ●  |    |    |    |    |    |
| 200m wisselslag   |    |    |    | ●  |    |    |    |
| 400m wisselslag   | ●  |    |    |    |    |    |    |
| 4x100m vrije slag | ●  |    |    |    |    |    |    |
| 4x200m vrije slag |    |    |    | ●  |    |    |    |
| 4x100m wisselslag |    |    |    |    |    |    | ●  |
| Finales           | 2  | 2  | 2  | 4  | 2  | 3  | 5  |

## Resultaten

### 50 meter vrije slag
| Mannen | Mannen              | Mannen | Mannen |
| #      | Naam                | Land   | Tijd   |
| ------ | ------------------- | ------ | ------ |
| Goud   | Frédérick Bousquet  | FRA    | 21,80  |
| Zilver | Stefan Nystrand     | SWE    | 22,04  |
| Brons  | Andrij Hovorov      | UKR    | 22,18  |
| 4      | Ari-Pekka Liukkonen | FIN    | 22,22  |
| 4      | Marco Orsi          | ITA    | 22,22  |
| 4      | Kristian Gkolomeev  | GRE    | 22,22  |
| 7      | Alain Bernard       | FRA    | 22,24  |
| 8      | Norbert Trandafir   | ROU    | 22,65  |

| Vrouwen | Vrouwen                 | Vrouwen | Vrouwen |
| #       | Naam                    | Land    | Tijd    |
| ------- | ----------------------- | ------- | ------- |
| Goud    | Britta Steffen          | GER     | 24,37   |
| Zilver  | Hinkelien Schreuder     | NED     | 24,78   |
| Brons   | Nery Mantey Niangkouara | GRE     | 24,91   |
| 4       | Triin Aljand            | EST     | 25,01   |
| 5       | Theodora Drakou         | GRE     | 25,05   |
| 6       | Svitlana Chachlova      | BLR     | 25,12   |
| 7       | Anna Santamans          | FRA     | 25,26   |
| 8       | Sarah Bateman           | ISL     | 25,38   |

### 100 meter vrije slag
| Mannen | Mannen            | Mannen | Mannen |
| #      | Naam              | Land   | Tijd   |
| ------ | ----------------- | ------ | ------ |
| Goud   | Filippo Magnini   | ITA    | 48,77  |
| Zilver | Alain Bernard     | FRA    | 48,95  |
| Brons  | Norbert Trandafir | ROU    | 49,13  |
| 4      | Amaury Leveaux    | FRA    | 49,16  |
| 5      | Dominik Kozma     | HUN    | 49,17  |
| 6      | Marco di Carli    | GER    | 49,18  |
| 7      | Pieter Timmers    | BEL    | 49,19  |
| 8      | Dieter Dekoninck  | BEL    | 49,42  |

| Vrouwen | Vrouwen                 | Vrouwen | Vrouwen |
| #       | Naam                    | Land    | Tijd    |
| ------- | ----------------------- | ------- | ------- |
| Goud    | Sarah Sjöström          | SWE     | 53,61   |
| Zilver  | Britta Steffen          | GER     | 54,15   |
| Brons   | Daniela Schreiber       | GER     | 54,41   |
| 4       | Alice Mizzau            | ITA     | 55,03   |
| 5       | Nery-Mantey Niangkouara | GRE     | 55,17   |
| 6       | Gabriella Fagundez      | SWE     | 55,51   |
| 7       | Hanna-Maria Seppälä     | FIN     | 55,68   |
| 8       | Miroslava Najdanovski   | SRB     | 56,31   |

### 200 meter vrije slag
| Mannen | Mannen                  | Mannen | Mannen  |
| #      | Naam                    | Land   | Tijd    |
| ------ | ----------------------- | ------ | ------- |
| Goud   | Paul Biedermann         | GER    | 1.46,27 |
| Zilver | Amaury Leveaux          | FRA    | 1.47,69 |
| Brons  | Dominik Kozma           | HUN    | 1.47,72 |
| 4      | Tim Wallburger          | GER    | 1.47,75 |
| 5      | Dominik Meichtry        | SUI    | 1.48,53 |
| 6      | Vjatsjeslav Androesenko | RUS    | 1.49,34 |
| 7      | Alex di Giorgio         | ITA    | 1.49,45 |
| 8      | Robbie Renwick          | GBR    | 1.49,57 |

| Vrouwen | Vrouwen                  | Vrouwen | Vrouwen |
| #       | Naam                     | Land    | Tijd    |
| ------- | ------------------------ | ------- | ------- |
| Goud    | Federica Pellegrini      | ITA     | 1.56,76 |
| Zilver  | Silke Lippok             | GER     | 1.58,19 |
| Brons   | Ophélie-Cyrielle Étienne | FRA     | 1.58,23 |
| 4       | Alice Mizzau             | ITA     | 1.58,39 |
| 5       | Sara Isakovič            | SLO     | 1.58,90 |
| 6       | Patricia Castro          | ESP     | 1.59,39 |
| 7       | Ágnes Mutina             | HUN     | 1.59,87 |
| 8       | Evelyn Verrasztó         | HUN     | 2.00,06 |

### 400 meter vrije slag
| Mannen | Mannen            | Mannen | Mannen  |
| #      | Naam              | Land   | Tijd    |
| ------ | ----------------- | ------ | ------- |
| Goud   | Paul Biedermann   | GER    | 3.47,84 |
| Zilver | Gergő Kis         | HUN    | 3.48,09 |
| Brons  | Samuel Pizzetti   | ITA    | 3.48,66 |
| 4      | Robert Renwick    | GBR    | 3.50,46 |
| 5      | Sébastien Rouault | FRA    | 3.50,62 |
| 6      | Gabriele Detti    | ITA    | 3.51,92 |
| 7      | Jevgeni Koelikov  | RUS    | 3.52,57 |
| 8      | Patrik Rakos      | HUN    | 3.52,80 |

| Vrouwen | Vrouwen                  | Vrouwen | Vrouwen |
| #       | Naam                     | Land    | Tijd    |
| ------- | ------------------------ | ------- | ------- |
| Goud    | Coralie Balmy            | FRA     | 4.05,31 |
| Zilver  | Mireia Belmonte          | ESP     | 4.05,45 |
| Brons   | Ophélie-Cyrielle Étienne | FRA     | 4.07,47 |
| 4       | Éva Risztov              | HUN     | 4.07,72 |
| 5       | Boglárka Kapás           | HUN     | 4.08,73 |
| 6       | Camelia Potec            | ROU     | 4.08,91 |
| 7       | Martina de Memme         | ITA     | 4.10,82 |
| 8       | Alice Nesti              | ITA     | 4.11,13 |

### 800 meter vrije slag
| Mannen | Mannen               | Mannen | Mannen  |
| #      | Naam                 | Land   | Tijd    |
| ------ | -------------------- | ------ | ------- |
| Goud   | Gergő Kis            | HUN    | 7.49,46 |
| Zilver | Gregorio Paltrinieri | ITA    | 7.52,23 |
| Brons  | Sergij Frolov        | UKR    | 7.52,81 |
| 4      | Sébastien Rouault    | FRA    | 7.53,78 |
| 5      | Gabriele Detti       | ITA    | 7.56,16 |
| 6      | Jevgeni Koelikov     | RUS    | 7.59,90 |
| 7      | Maksym Sjemberjev    | UKR    | 8.00,96 |
| 8      | David Brandl         | AUT    | 8.03,28 |

| Vrouwen | Vrouwen          | Vrouwen | Vrouwen |
| #       | Naam             | Land    | Tijd    |
| ------- | ---------------- | ------- | ------- |
| Goud    | Boglárka Kapás   | HUN     | 8.26,49 |
| Zilver  | Coralie Balmy    | FRA     | 8.27,79 |
| Brons   | Éva Risztov      | HUN     | 8.27,87 |
| 4       | Erika Villaécija | ESP     | 8.29,21 |
| 5       | Melanie Costa    | ESP     | 8.29,71 |
| 6       | Camelia Potec    | ROU     | 8.37,01 |
| 7       | Julia Hassler    | LIE     | 8.38,18 |
| 8       | Martina de Memme | ITA     | 8.38,86 |

### 1500 meter vrije slag
| Mannen | Mannen               | Mannen | Mannen      |
| #      | Naam                 | Land   | Tijd        |
| ------ | -------------------- | ------ | ----------- |
| Goud   | Gregorio Paltrinieri | ITA    | CR 14.48,92 |
| Zilver | Gergő Kis            | HUN    | 14.58,15    |
| Brons  | Gergely Gyurta       | HUN    | 15.04,38    |
| 4      | Samuel Pizzetti      | ITA    | 15.09,83    |
| 5      | Anthony Pannier      | FRA    | 15.12,02    |
| 6      | Jan Wolfgarten       | GER    | 15.13,68    |
| 7      | Sergij Frolov        | UKR    | 15.13,99    |
| 8      | Søren Meißner        | GER    | 15.19,50    |

| Vrouwen | Vrouwen           | Vrouwen | Vrouwen  |
| #       | Naam              | Land    | Tijd     |
| ------- | ----------------- | ------- | -------- |
| Goud    | Mireia Belmonte   | ESP     | 16.05,34 |
| Zilver  | Éva Risztov       | HUN     | 16.10,04 |
| Brons   | Erika Villaécija  | ESP     | 16.15,85 |
| 4       | Camelia Potec     | ROU     | 16.17,88 |
| 5       | Julia Hassler     | LIE     | 16.31,66 |
| 6       | Marianna Lymperta | GRE     | 16.36,97 |
| 7       | Theodora Giareni  | GRE     | 17.01,57 |
| 8       | Donata Kilijanska | POL     | 17.08,61 |

### 50 meter rugslag
| Mannen | Mannen                 | Mannen | Mannen |
| #      | Naam                   | Land   | Tijd   |
| ------ | ---------------------- | ------ | ------ |
| Goud   | Jonatan Kopelev        | ISR    | 24,73  |
| Zilver | Mirco di Tora          | ITA    | 24,95  |
| Brons  | Dorian Gandin          | FRA    | 25,14  |
| Brons  | Guy Barnea             | ISR    | 25,14  |
| Brons  | Richárd Bohus          | HUN    | 25,14  |
| 6      | Pavel Sankovitsj       | BLR    | 25,25  |
| 7      | Lavrans Solli          | NOR    | 25,28  |
| 8      | Aristeidis Grigoriadis | GRE    | 25,46  |

| Vrouwen | Vrouwen             | Vrouwen | Vrouwen |
| #       | Naam                | Land    | Tijd    |
| ------- | ------------------- | ------- | ------- |
| Goud    | Mercedes Peris      | ESP     | 28,25   |
| Zilver  | Arianna Barbieri    | ITA     | 28,31   |
| Zilver  | Sanja Jovanović     | CRO     | 28,31   |
| 4       | Jenny Mensing       | GER     | 28,36   |
| 5       | Carlotta Zofkova    | ITA     | 28,72   |
| 6       | Simona Baumrtová    | CZE     | 28,75   |
| 7       | Klaudia Nazieblo    | POL     | 28,93   |
| 8       | Jekaterina Avramova | BUL     | 29,09   |

### 100 meter rugslag
| Mannen | Mannen                 | Mannen | Mannen |
| #      | Naam                   | Land   | Tijd   |
| ------ | ---------------------- | ------ | ------ |
| Goud   | Aristeidis Grigoriadis | GRE    | 53,86  |
| Zilver | Helge Meeuw            | GER    | 54,06  |
| Brons  | Yakov-Yan Toumarkin    | ISR    | 54,14  |
| 4      | Péter Bernek           | HUN    | 54,77  |
| 5      | Vitali Borisov         | RUS    | 54,78  |
| 5      | Mirco di Tora          | ITA    | 54,78  |
| 7      | Jérémy Stravius        | FRA    | 54,96  |
| 8      | Richárd Bohus          | HUN    | 55,00  |

| Vrouwen | Vrouwen             | Vrouwen | Vrouwen |
| #       | Naam                | Land    | Tijd    |
| ------- | ------------------- | ------- | ------- |
| Goud    | Jenny Mensing       | GER     | 1.00,08 |
| Zilver  | Arianna Barbieri    | ITA     | 1.00,54 |
| Brons   | Simona Baumrtová    | CZE     | 1.00,57 |
| 4       | Daryna Zevina       | UKR     | 1.00,59 |
| 5       | Duane da Rocha      | ESP     | 1.00,89 |
| 6       | Carlotta Zofkova    | ITA     | 1.01,01 |
| 7       | Jekaterina Avramova | BUL     | 1.01,48 |
| 8       | Cloé Credeville     | FRA     | 1.01,54 |

### 200 meter rugslag
| Mannen | Mannen              | Mannen | Mannen     |
| #      | Naam                | Land   | Tijd       |
| ------ | ------------------- | ------ | ---------- |
| Goud   | Radosław Kawęcki    | POL    | CR 1.55,28 |
| Zilver | Péter Bernek        | HUN    | 1.55,88    |
| Brons  | Yakov-Yan Toumarkin | ISR    | 1.57,35    |
| 4      | Sebastiano Ranfagni | ITA    | 1.57,99    |
| 5      | Yannick Lebherz     | GER    | 1.58,39    |
| 5      | Felix Wolf          | GER    | 1.58,39    |
| 7      | Benjamin Stasiulis  | FRA    | 1.58,55    |
| 8      | Gabor Balog         | HUN    | 1.58,74    |

| Vrouwen | Vrouwen          | Vrouwen | Vrouwen |
| #       | Naam             | Land    | Tijd    |
| ------- | ---------------- | ------- | ------- |
| Goud    | Alexianne Castel | FRA     | 2.08,41 |
| Zilver  | Jenny Mensing    | GER     | 2.09,55 |
| Brons   | Duane da Rocha   | ESP     | 2.09,56 |
| 4       | Daryna Zevina    | UKR     | 2.09,57 |
| 5       | Melanie Nocher   | IRL     | 2.10,75 |
| 6       | Simona Baumrtová | CZE     | 2.10,85 |
| 7       | Alessia Filippi  | ITA     | 2.11,20 |
| 8       | Anja Carman      | SLO     | 2.12,51 |

### 50 meter schoolslag
| Mannen | Mannen               | Mannen | Mannen |
| #      | Naam                 | Land   | Tijd   |
| ------ | -------------------- | ------ | ------ |
| Goud   | Damir Dugonjič       | SLO    | 27,32  |
| Zilver | Fabio Scozzoli       | ITA    | 27,49  |
| Brons  | Panagiotis Samilidis | GRE    | 27,64  |
| 4      | Mattia Pesce         | ITA    | 27,65  |
| 5      | Matjaž Markič        | SLO    | 27,67  |
| 6      | Aleksander Hetland   | NOR    | 27,82  |
| 7      | Dragos Agache        | ROU    | 27,84  |
| 8      | Petr Bartunek        | CZE    | 27,89  |

| Vrouwen | Vrouwen                   | Vrouwen | Vrouwen |
| #       | Naam                      | Land    | Tijd    |
| ------- | ------------------------- | ------- | ------- |
| Goud    | Petra Chocová             | CZE     | 31,25   |
| Zilver  | Sycerika McMahon          | IRL     | 31,27   |
| Brons   | Caroline Ruhnau           | GER     | 31,35   |
| 4       | Concepcion Badillo        | ESP     | 31,69   |
| 5       | Valentina Artemjeva       | RUS     | 31,70   |
| 6       | Katharina Stiberg         | NOR     | 31,95   |
| 7       | Martina Moravciková       | CZE     | 32,05   |
| 8       | Hrafnhildur Lúthersdóttir | ISL     | 32,25   |

### 100 meter schoolslag
| Mannen | Mannen                 | Mannen | Mannen  |
| #      | Naam                   | Land   | Tijd    |
| ------ | ---------------------- | ------ | ------- |
| Goud   | Fabio Scozzoli         | ITA    | 1.00,55 |
| Zilver | Valerij Dymo           | UKR    | 1.00,68 |
| Brons  | Mattia Pesce           | ITA    | 1.00,93 |
| 4      | Marco Koch             | GER    | 1.00,99 |
| 5      | Kirill Strelnikov      | RUS    | 1.01,12 |
| 6      | Imri Ganiel            | ISR    | 1.01,33 |
| 7      | Damir Dugonjič         | SLO    | 1.01,51 |
| 8      | Carlos Esteves Almeida | POR    | 1.01,57 |

| Vrouwen | Vrouwen             | Vrouwen | Vrouwen |
| #       | Naam                | Land    | Tijd    |
| ------- | ------------------- | ------- | ------- |
| Goud    | Sarah Poewe         | GER     | 1.07,33 |
| Zilver  | Jennie Johansson    | SWE     | 1.07,85 |
| Brons   | Marina Garcia       | ESP     | 1.07,91 |
| 4       | Caroline Ruhnau     | GER     | 1.07,95 |
| 5       | Sycerika McMahon    | IRL     | 1.08,72 |
| 6       | Concepcion Badillo  | ESP     | 1.08,76 |
| 7       | Chiara Boggiatto    | ITA     | 1.08,82 |
| 8       | Martina Moravcikova | CZE     | 1.08,87 |

### 200 meter schoolslag
| Mannen | Mannen               | Mannen | Mannen     |
| #      | Naam                 | Land   | Tijd       |
| ------ | -------------------- | ------ | ---------- |
| Goud   | Dániel Gyurta        | HUN    | CR 2.08,60 |
| Zilver | Marco Koch           | GER    | 2.09,26    |
| Brons  | Panagiotis Samilidis | GRE    | 2.09,72    |
| 4      | Christian vom Lehn   | GER    | 2.10,61    |
| 5      | Flavio Bizzarri      | ITA    | 2.12,47    |
| 6      | Ihor Borysyk         | UKR    | 2.12,61    |
| 7      | Yannick Käser        | SUI    | 2.13,23    |
| 8      | Ákos Molnár          | HUN    | 2.13,33    |

| Vrouwen | Vrouwen                   | Vrouwen | Vrouwen |
| #       | Naam                      | Land    | Tijd    |
| ------- | ------------------------- | ------- | ------- |
| Goud    | Sara Nordenstam           | NOR     | 2.26,91 |
| Zilver  | Irina Novikova            | RUS     | 2.27,25 |
| Brons   | Sarah Poewe               | GER     | 2.27,80 |
| 4       | Joline Höstman            | SWE     | 2.27,87 |
| 5       | Hrafnhildur Lúthersdóttir | ISL     | 2.27,92 |
| 6       | Nađa Higl                 | SRB     | 2.28,24 |
| 7       | Ganna Dzerkal'            | UKR     | 2.28,37 |
| 8       | Fanny Lecluyse            | BEL     | 2.30,12 |

### 50 meter vlinderslag
| Mannen | Mannen             | Mannen | Mannen |
| #      | Naam               | Land   | Tijd   |
| ------ | ------------------ | ------ | ------ |
| Goud   | Rafael Muñoz       | ESP    | 23,16  |
| Zilver | Frédérick Bousquet | FRA    | 23,30  |
| Brons  | Jaoegen Tsoerkin   | BLR    | 23,37  |
| 4      | Nikita Konovalov   | RUS    | 23,43  |
| 5      | Milorad Čavić      | SRB    | 23,53  |
| 5      | Andrij Hovorov     | UKR    | 23,53  |
| 7      | Ivan Lenđer        | SRB    | 23,68  |
| 8      | Amaury Leveaux     | FRA    | 23,80  |

| Vrouwen | Vrouwen          | Vrouwen | Vrouwen |
| #       | Naam             | Land    | Tijd    |
| ------- | ---------------- | ------- | ------- |
| Goud    | Sarah Sjöström   | SWE     | 25,64   |
| Zilver  | Triin Aljand     | EST     | 25,92   |
| Brons   | Ingvild Snildal  | NOR     | 26,16   |
| 4       | Anna Dowgiert    | POL     | 26,38   |
| 5       | Silvia Di Pietro | ITA     | 26,44   |
| 6       | Kristel Vourna   | GRE     | 26,52   |
| 7       | Ilaria Bianchi   | ITA     | 26,55   |
| 8       | Amit Ivri        | ISR     | 26,77   |

### 100 meter vlinderslag
| Mannen | Mannen           | Mannen | Mannen   |
| #      | Naam             | Land   | Tijd     |
| ------ | ---------------- | ------ | -------- |
| Goud   | Milorad Čavić    | SRB    | CR 51,45 |
| Zilver | László Cseh      | HUN    | 51,77    |
| Brons  | Matteo Rivolta   | ITA    | 52,40    |
| 4      | Ivan Lenđer      | SRB    | 52,54    |
| 5      | Rafael Muñoz     | ESP    | 52,71    |
| 6      | Peter Mankoč     | SLO    | 52,89    |
| 7      | Nikita Konovalov | RUS    | 52,96    |
| 8      | Bence Pulai      | HUN    | 53,04    |

| Vrouwen | Vrouwen           | Vrouwen | Vrouwen |
| #       | Naam              | Land    | Tijd    |
| ------- | ----------------- | ------- | ------- |
| Goud    | Ingvild Snildal   | NOR     | 58,04   |
| Zilver  | Martina Granström | SWE     | 58,07   |
| Brons   | Amit Ivri         | ISL     | 58,78   |
| 4       | Silvia di Pietro  | ITA     | 58,95   |
| 5       | Kristel Vourna    | GRE     | 58,98   |
| 6       | Zsuzsanna Jakabos | HUN     | 59,06   |
| 7       | Denisa Smolenova  | SVK     | 59,24   |
| 8       | Liliana Szilagyi  | HUN     | 59,76   |

### 200 meter vlinderslag
| Mannen | Mannen              | Mannen | Mannen  |
| #      | Naam                | Land   | Tijd    |
| ------ | ------------------- | ------ | ------- |
| Goud   | László Cseh         | HUN    | 1.54,95 |
| Zilver | Bence Biczó         | HUN    | 1.55,85 |
| Brons  | Ioannis Drymonakos  | GRE    | 1.56,48 |
| 4      | Dinko Jukić         | AUT    | 1.56,53 |
| 5      | Velimir Stjepanović | SRB    | 1.57,06 |
| 6      | Francesco Pavone    | ITA    | 1.57,07 |
| 7      | Jordan Coelho       | FRA    | 1.58,24 |
| 8      | Alexandre Liess     | SUI    | 1.59,13 |

| Vrouwen | Vrouwen            | Vrouwen | Vrouwen |
| #       | Naam               | Land    | Tijd    |
| ------- | ------------------ | ------- | ------- |
| Goud    | Katinka Hosszú     | HUN     | 2.07,28 |
| Zilver  | Zsuzsanna Jakabos  | HUN     | 2.07,86 |
| Brons   | Martina Granström  | SWE     | 2.08,22 |
| 4       | Mireia Belmonte    | ESP     | 2.08,91 |
| 5       | Franziska Hentke   | GER     | 2.09,01 |
| 6       | Judit Ignacio      | ESP     | 2.09,14 |
| 7       | Denisa Smolenová   | SVK     | 2.10,70 |
| 8       | Martina van Berkel | SUI     | 2.11,69 |

### 200 meter wisselslag
| Mannen | Mannen              | Mannen | Mannen     |
| #      | Naam                | Land   | Tijd       |
| ------ | ------------------- | ------ | ---------- |
| Goud   | László Cseh         | HUN    | CR 1.56,66 |
| Zilver | James Goddard       | GBR    | 1.57,84    |
| Brons  | Markus Rogan        | AUT    | 1.59,39    |
| 4      | Gal Nevo            | ISR    | 1.59,74    |
| 5      | Simon Sjödin        | SWE    | 2.00,70    |
| 6      | David Verrasztó     | HUN    | 2.01,70    |
| 7      | Vytautas Janusaitis | LTU    | 2.02,08    |
| 8      | Federico Turrini    | ITA    | 2.02,50    |

| Vrouwen | Vrouwen          | Vrouwen | Vrouwen |
| #       | Naam             | Land    | Tijd    |
| ------- | ---------------- | ------- | ------- |
| Goud    | Katinka Hosszú   | HUN     | 2.10,84 |
| Zilver  | Sophie Allen     | GBR     | 2.11,49 |
| Brons   | Evelyn Verrasztó | HUN     | 2.11,63 |
| 4       | Theresa Michalak | GER     | 2.12,26 |
| 5       | Stina Gardell    | SWE     | 2.12,29 |
| 6       | Ganna Dzerkal'   | UKR     | 2.14,33 |
| 7       | Alexandra Wenk   | GER     | 2.14,95 |
| –       | Beatriz Gomes    | ESP     | DSQ     |

### 400 meter wisselslag
| Mannen | Mannen             | Mannen | Mannen  |
| #      | Naam               | Land   | Tijd    |
| ------ | ------------------ | ------ | ------- |
| Goud   | László Cseh        | HUN    | 4.12,17 |
| Zilver | Dávid Verrasztó    | HUN    | 4.14,23 |
| Brons  | Ioannis Drymonakos | GRE    | 4.14,41 |
| 4      | Gal Nevo           | ISR    | 4.16,14 |
| 5      | Luca Marin         | ITA    | 4.16,46 |
| 6      | Łukasz Wojt        | POL    | 4.17,36 |
| 7      | Ward Bauwens       | BEL    | 4.18,47 |
| 8      | Maksym Sjemberjev  | UKR    | 4.19,24 |

| Vrouwen | Vrouwen           | Vrouwen | Vrouwen |
| #       | Naam              | Land    | Tijd    |
| ------- | ----------------- | ------- | ------- |
| Goud    | Katinka Hosszú    | HUN     | 4.33,76 |
| Zilver  | Zsuzsanna Jakabos | HUN     | 4.35,68 |
| Brons   | Barbora Závadová  | CZE     | 4.38,07 |
| 4       | Stina Gardell     | SWE     | 4.38,46 |
| 5       | Anja Klinar       | SLO     | 4.42,00 |
| 6       | Stefania Pirozzi  | ITA     | 4.43,72 |
| 7       | Alessia Polieri   | ITA     | 4.48,72 |
| 8       | Lara Grangeon     | FRA     | 4.53,98 |

### 4x100 meter vrije slag
| Mannen | Mannen                                                                   | Mannen | Mannen  |
| #      | Namen                                                                    | Land   | Tijd    |
| ------ | ------------------------------------------------------------------------ | ------ | ------- |
| Goud   | Amaury Leveaux Alain Bernard Frédérick Bousquet Jérémy Stravius          | FRA    | 3.13,55 |
| Zilver | Andrea Rolla Marco Orsi Michele Santucci Filippo Magnini                 | ITA    | 3.14,71 |
| Brons  | Vitali Syrnikov Oleg Tichobajev Nikita Konovalov Vjatsjeslav Androesenko | RUS    | 3.15,13 |
| 4      | Emmanuel Vanluchene Jasper Aerents Dieter Dekoninck Pieter Timmers       | BEL    | 3.15,34 |
| 5      | Stefan Nystrand Petter Stymne Lars Frölander Mattias Carlsson            | SWE    | 3.17,12 |
| 6      | Dominik Kozma László Cseh Péter Bernek Krisztián Takács                  | HUN    | 3.17,23 |
| 7      | Christoph Fildebrandt Markus Deibler Dmitri Colupaev Marco di Carli      | GER    | 3.17,55 |
| 8      | Dominik Meichtry Flori Lang Daniel Rast Aurelien Künzi                   | SUI    | 3.20,00 |

| Vrouwen | Vrouwen                                                                      | Vrouwen | Vrouwen |
| #       | Namen                                                                        | Land    | Tijd    |
| ------- | ---------------------------------------------------------------------------- | ------- | ------- |
| Goud    | Britta Steffen Silke Lippok Lisa Vitting Daniela Schreiber                   | GER     | 3.37,98 |
| Zilver  | Ida Marko-Varga Michelle Coleman Sarah Sjöström Gabriella Fagundez           | SWE     | 3.38,40 |
| Brons   | Alice Mizzau Federica Pellegrini Erica Buratto Erika Ferraioli               | ITA     | 3.39,84 |
| 4       | Katinka Hosszú Ágnes Mutina Zsuzsanna Jakabos Evelyn Verrasztó               | HUN     | 3.41,36 |
| 5       | Theodora Drakou Theodora Giareni Nery-Mantey Niangkouara Kristel Vourna      | GRE     | 3.42,09 |
| 6       | Henriette Brekke Cecilie Johanessen Monica Johanessen Ingvild Snildal        | NOR     | 3.45,13 |
| 7       | Svitlana Chachlova Aksana Dziamidava Joelia Chitraja Jana Parachoeskaja      | BLR     | 3.45,67 |
| 8       | Sarah Bateman Eva Hannesdottir Ingibjorg Jonsdottir Ragnheidur Ragnarsdottir | ISL     | 3.47,39 |

### 4x200 meter vrije slag
| Mannen | Mannen                                                                   | Mannen | Mannen  |
| #      | Namen                                                                    | Land   | Tijd    |
| ------ | ------------------------------------------------------------------------ | ------ | ------- |
| Goud   | Paul Biedermann Dimitri Colupaev Clemens Rapp Tim Wallburger             | GER    | 7.09,17 |
| Zilver | Gianluca Maglia Riccardo Maestri Samuel Pizzetti Filippo Magnini         | ITA    | 7.13,10 |
| Brons  | Dominik Kozma Gergő Kis Péter Bernek László Cseh                         | HUN    | 7.13,60 |
| 4      | Dieter Dekoninck Glenn Surgeloose Louis Croenen Pieter Timmers           | BEL    | 7.15,58 |
| 5      | David Brandl Markus Rogan Christian Scherübl Dinko Jukić                 | AUT    | 7.19,32 |
| 6      | Vjatsjeslav Androesenko Pavel Medvetski Aleksandr Selin Jevgeni Koelikov | RUS    | 7.19,45 |
| 7      | Dorde Marković Stefan Šorak Velimir Stjepanović Radovan Siljevski        | SRB    | 7.20,20 |
| 8      | David Karasek Dominik Meichtry Alexandre Liess Jean-Baptiste Febo        | SUI    | 7.22,30 |

| Vrouwen | Vrouwen                                                           | Vrouwen | Vrouwen |
| #       | Namen                                                             | Land    | Tijd    |
| ------- | ----------------------------------------------------------------- | ------- | ------- |
| Goud    | Alice Mizzau Alice Nesti Diletta Carli Federica Pellegrini        | ITA     | 7.52,90 |
| Zilver  | Zsuzsanna Jakabos Evelyn Verrasztó Ágnes Mutina Katinka Hosszú    | HUN     | 7.54,70 |
| Brons   | Sara Isakovič Anja Klinar Ursa Bezan Mojca Sagmeister             | SLO     | 7.59,73 |
| 4       | Silke Lippok Theresa Michalak Alexandra Wenk Daniela Schreiber    | GER     | 8.00,55 |
| 5       | Jördis Steinegger Lisa Zaiser Birgit Koschischek Uschi Halbreiner | AUT     | 8.09,13 |
| 6       | Sycerika McMahon Melanie Nocher Bethany Carson Nuala Murphy       | IRL     | 8.09,15 |
| 7       | Iryna Glavnyk Ganna Dzerkal Darya Stepanyuk Daryna Zevina         | UKR     | 8.11,44 |
| –       | Melania Costa Patricia Castro Lydia Morant Mireia Belmonte        | ESP     | DSQ     |

### 4x100 meter wisselslag
| Mannen | Mannen                                                                             | Mannen | Mannen  |
| #      | Namen                                                                              | Land   | Tijd    |
| ------ | ---------------------------------------------------------------------------------- | ------ | ------- |
| Goud   | Mirco di Tora Fabio Scozzoli Matteo Rivolta Filippo Magnini                        | ITA    | 3.32,80 |
| Zilver | Helge Meeuw Christian vom Lehn Steffen Deibler Marco di Carli                      | GER    | 3.34,41 |
| Brons  | Péter Bernek Dániel Gyurta László Cseh Dominik Kozma                               | HUN    | 3.34,57 |
| 4      | Benjamin Stasiulis Hugues Duboscq Romain Sassot Alain Bernard                      | FRA    | 3.35,41 |
| 5      | Vitali Borisov Kirill Strelnikov Nikita Konovalov Vitali Syrnikov                  | RUS    | 3.36,01 |
| 6      | Aristeidis Grigoriadis Panagiotis Samildis Stefanos Dimitriadis Kristian Gkolomeev | GRE    | 3.37,24 |
| 7      | Yakov-Yan Toumarkin Imri Ganiel Alon Mandel Nimrod Shapira                         | ISR    | 3.37,77 |
| 8      | Pavel Sankovitsj Viktar Vabisjtsjevitsj Jaoegen Tsoerkin Arseni Koecharau          | BLR    | 3.41,17 |

| Vrouwen | Vrouwen                                                                          | Vrouwen | Vrouwen    |
| #       | Namen                                                                            | Land    | Tijd       |
| ------- | -------------------------------------------------------------------------------- | ------- | ---------- |
| Goud    | Jenny Mensing Sarah Poewe Alexandra Wenk Britta Steffen                          | GER     | CR 3.58,43 |
| Zilver  | Arianna Barbieri Ilaria Bianchi Chiara Boggiatto Alice Mizzau                    | ITA     | 4.01,92    |
| Brons   | Therese Svendsen Joline Höstman Martina Granström Nathalie Lindborg              | SWE     | 4.05,58    |
| 4       | Eygló Ósk Gústafsdóttir Hrafnhildur Lúthersdóttir Sarah Bateman Eva Hannesdóttir | ISL     | 4.06,64    |
| 5       | Mercedes Peris Concepcion Badillo Judit Ignacio Patricia Castro                  | ESP     | 4.06,78    |
| 6       | Evelyn Verrasztó Anna Sztankovics Zsuzsanna Jakabos Katinka Hosszú               | HUN     | 4.07,19    |
| 7       | Anni Alitalo Jenna Laukkanen Emilia Pikkarainen Hanna-Maria Seppälä              | FIN     | 4.07,55    |
| 8       | Hazal Sarikaya Dilara Buse Günaydin Ayse Ezgi Yazici Burcu Dolunay               | TUR     | 4.07,56    |

## Medaillespiegel
| Plaats | Land                | Goud | Zilver | Brons | Totaal |
| 1      | Hongarije           | 9    | 10     | 7     | 26     |
| 2      | Duitsland           | 8    | 6      | 3     | 17     |
| 3      | Italië              | 6    | 8      | 4     | 18     |
| 4      | Frankrijk           | 4    | 4      | 3     | 11     |
| 5      | Spanje              | 3    | 1      | 3     | 7      |
| 6      | Zweden              | 2    | 4      | 2     | 8      |
| 7      | Noorwegen           | 2    | 0      | 1     | 3      |
| 8      | Griekenland         | 1    | 0      | 5     | 6      |
| 9      | Israël              | 1    | 0      | 4     | 5      |
| 10     | Tsjechië            | 1    | 0      | 2     | 3      |
| 11     | Slovenië            | 1    | 0      | 1     | 2      |
| 12     | Polen               | 1    | 0      | 0     | 1      |
| 12     | Servië              | 1    | 0      | 0     | 1      |
| 14     | Verenigd Koninkrijk | 0    | 2      | 0     | 2      |
| 15     | Oekraïne            | 0    | 1      | 2     | 3      |
| 16     | Rusland             | 0    | 1      | 1     | 2      |
| 17     | Estland             | 0    | 1      | 0     | 1      |
| 17     | Kroatië             | 0    | 1      | 0     | 1      |
| 17     | Ierland             | 0    | 1      | 0     | 1      |
| 17     | Nederland           | 0    | 1      | 0     | 1      |
| 21     | Oostenrijk          | 0    | 0      | 1     | 1      |
| 21     | Roemenië            | 0    | 0      | 1     | 1      |
| 21     | Wit-Rusland         | 0    | 0      | 1     | 1      |
| Totaal | Totaal              | 40   | 41     | 41    | 122    |